# Évaluation ciblée avec échographie en cas de traumatisme
 Mise en garde médicale
L'évaluation ciblée avec échographie en cas de traumatisme (généralement abrégé en FAST écho pour "focused assessment with sonography in trauma") est un examen échographique rapide au chevet du patient effectué par des urgentistes ou des réanimateurs comme test de dépistage du sang autour du cœur (épanchement péricardique) ou des organes abdominaux (hémopéritoine) après un traumatisme. Il existe également le FAST élargi (ou eFAST) qui comprend des vues échographiques supplémentaires pour évaluer le pneumothorax.
Les quatre zones classiques qui sont examinées pour l'épanchement liquidien sont l'espace périhépatique (y compris la poche de Morison ou la cavité hépatorénale), l'espace périsplénique, le péricarde et le bassin. Avec cette technique, il est possible d'identifier la présence d'épanchement liquidien intrapéritonéal ou péricardique. Dans le cadre d'une blessure traumatique, ce liquide sera généralement dû à un saignement.

## Les indications
Les raisons pour lesquelles un FAST ou eFAST serait effectué seraient :
1. Traumatisme abdominal contondant
2. Traumatisme abdominal pénétrant
3. Traumatisme thoracique contondant
4. Traumatisme thoracique pénétrant
5. Choc indifférencié (pression artérielle basse)[2]

## Contre-indications
Étant donné que le FAST/eFAST est réalisé avec des ultrasons, il y a très peu de risques pour le patient car les ultrasons n'émettent que des ondes sonores et enregistrent l'écho pour créer une image. La contre-indication la plus courante serait le retard des soins tels qu'une intervention chirurgicale dans le cadre d'un traumatisme évident ou des efforts de réanimation dans un scénario extrême.

## FAST élargi ou eFAST
L'eFAST permet l'examen des deux poumons en ajoutant une échographie thoracique antérieure bilatérale à l'examen FAST. Cela permet la détection d'un pneumothorax en l'absence d'artéfact normal de « glissement pulmonaire » et de « queue de comète » (vu sur l'écran échographique). Par rapport à la radiographie thoracique en décubitus dorsal, avec la tomodensitométrie ou l'évolution clinique comme référence, l'échographie au chevet du patient a une sensibilité supérieure (49 à 99 % contre 27 à 75 %), une spécificité similaire (95 à 100 %) et peut être réalisée en moins d'une minute. Plusieurs études prospectives récentes ont validé son utilisation dans le cadre de la réanimation traumatologique et ont également montré que l'échographie peut fournir une estimation précise de la taille du pneumothorax,. Bien que la radiographie ou la tomodensitométrie soient généralement réalisables, la détection immédiate au lit du patient d'un pneumothorax confirme des signes physiques souvent ambigus chez les patients instables et guide le drainage pleural immédiat. De plus, chez le patient subissant une ventilation à pression positive, la détection d'un pneumothorax par ailleurs « occulte » avant la tomodensitométrie peut accélérer le traitement et par la suite empêcher le développement d'un pneumothorax compressif, une complication mortelle s'il n'est pas traité immédiatement.

### Composantes de l'examen
Il y a cinq composants à l'examen eFAST :

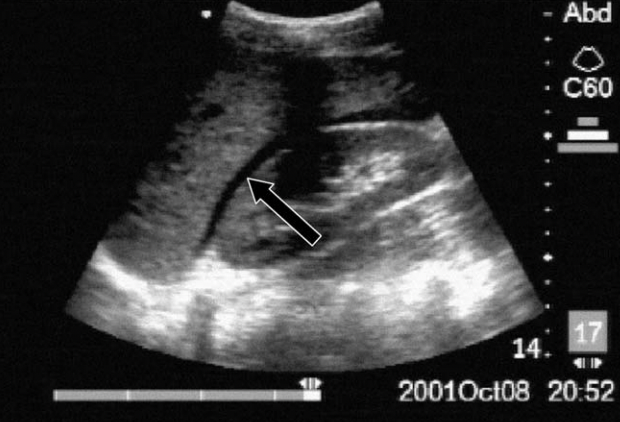
Épanchement dans l'espace hépatorénal (ou loge de Morisson) (flèche).

1. Quadrant supérieur droit de l'abdomen (vue périhépatique). Le quadrant supérieur droit est examiné en travaillant votre sonde le long de la ligne médio-axillaire en partant de la 8e côte droite jusqu'à la 11e côte. Ceci examine le liquide libre autour du rein et du foie. Il s'agit de l'espace hépatorénal (ou loge de Morisson).
2. Quadrant supérieur gauche de l'abdomen (vue périsplénique). Le quadrant supérieur gauche est examiné en travaillant votre sonde le long de la ligne médio-axillaire en partant de la 8e côte gauche jusqu'à la 11e côte. Ceci examine le liquide libre autour du rein et de la rate. Il s'agit de l'espace spléno-rénal.
3. Vues pelviennes (grand axe et axe transversal). La vue sus-pubienne permet d'évaluer la présence de liquide libre dans la cavité pelvienne. Il s'agit du cul-de-sac de Douglas.
4. Vue cardiaque. La composante péricardique est évaluée en utilisant la vue sous-xiphoïdienne.
5. Vues pulmonaires (droite et gauche, axe long). Ces vues aident à déterminer si un pneumothorax est présent[9].

### Résultats
eFAST (Extended Focused Assessment with Sonography for Trauma) permet à un médecin urgentiste ou à un chirurgien de déterminer si un patient a un pneumothorax, un hémothorax, un épanchement pleural, une masse/tumeur ou un corps étranger. L'examen permet de visualiser le tissu échogène, les côtes et le tissu pulmonaire. Peu de signes radiographiques sont importants dans tout traumatisme et ils comprennent le signe de la stratosphère, le signe de glissement ou de bord de mer et le signe sinusoïdal.
Le signe du bord de mer est un signe échographique clinique découvert généralement lors d'un examen eFAST qui prouve la présence d'un pneumothorax. Le signe est une constatation d'imagerie à l'aide d'une sonde à ultrasons de 3,5 à 7,5 MHz dans les quatrième et cinquième espaces intercostaux de la ligne claviculaire antérieure à l'aide du mode M de la machine. Cette constatation est observée dans le tracé en mode M car la plèvre et le poumon ne peuvent être distingués en tant que lignes hyperéchogènes linéaires et sont assez fiables pour le diagnostic d'un pneumothorax. Même si le signe du bord de mer peut être une indication de pneumothorax, son absence n'est pas du tout fiable pour exclure un pneumothorax car le diagnostic définitif nécessite généralement une radiographie ou une TDM du thorax,,.
Le signe Seashore est une autre découverte eFAST généralement dans les poumons en mode M qui décrit l'échogénicité glandulaire du poumon contiguë à l'apparence linéaire de la plèvre viscérale. Ce signe est une constatation normale. En l'absence de signe côtier ou en présence d'un signe du bord de mer, un pneumothorax est probable. Les lignes B ou "queues de comètes" sont des réflexions linéaires brillantes échogènes sous la plèvre qui sont généralement perdues avec la présence d'air entre la sonde et le tissu pulmonaire et donc dont la présence avec le signe du bord de mer indique l'absence d'un pneumothorax,.
Le signe sinusoïde est une autre découverte en mode M indiquant la présence d'un épanchement pleural. En raison du mouvement cyclique du poumon en inspiration et en expiration, l'échographie de suivi du temps de mouvement (mode M) montre un aspect sinusoïdal entre le fluide et le tissu de la ligne. Cette découverte indique un possible épanchement pleural, empyème, sang dans l'espace pleural (hémothorax),.

## Avantages
La FAST écho est moins invasive que le lavage péritonéal diagnostique, n'implique aucune exposition aux radiations et est moins cher que la tomodensitométrie, mais atteint une précision similaire.
De nombreuses études ont montré que la FAST écho est utile pour évaluer les patients traumatisés,,,. Il semble également rendre les soins aux urgences plus rapides et meilleurs,.

## Interprétation

Algorithme FAST

La FAST écho est plus utile chez les patients traumatisés qui sont hémodynamiquement instables. Un résultat FAST positif est défini par l'apparition d'une bande sombre ("anéchogène") dans les zones dépendantes du péritoine. Dans le quadrant supérieur droit, cela apparaît généralement dans l'espace de Morison (entre le foie et le rein droit). Cet emplacement est le plus utile car c'est l'endroit où le liquide s'accumulera avec un patient en décubitus dorsal. Dans le quadrant supérieur gauche, le sang peut s'accumuler n'importe où autour de la rate (espace périsplénique). Dans le bassin, le sang s'accumule généralement derrière la vessie (dans l'espace rectovésiculaire). Un résultat positif suggère un hémopéritoine; souvent un scanner sera réalisé si le patient est stable ou une laparotomie s'il est instable. Chez ceux qui ont un résultat FAST négatif, une recherche de sources de saignement extra-abdominales peut encore être nécessaire.

## Voir également
- Balayage du CŒUR